# No. 1 Croydon
No. 1 Croydon (vormals der NLA Tower, im Volksmund das 50p Building, die Hochzeitstorte oder das Threepenny-Gebäude) ist ein Bürohochhaus an der Addiscombe Road in Croydon, Greater London, neben dem Bahnhof East Croydon. Entworfen von Richard Seifert & Partners wurde es 1970 fertiggestellt. Es umfasst 24 Stockwerke und ist 82 Meter hoch. „NLA“ stand für „Noble Lowndes Annuities“. Es war einer von mehreren Neubauten, die im Zuge des Wachstums von Croydon in den 1960er Jahren entstanden. Die Entwicklung von Hochhäusern wurde später im London Plan 2004 gefördert.
Das Gebäude ist zu sehen im Establishing Shot im Vorspann der 1980er britischen Sitcom Terry and June. Es war ein Drehort des interaktiven Filmes Bandersnatch, als Firmensitz des fiktiven Spiele-Entwicklers Tuckersoft.

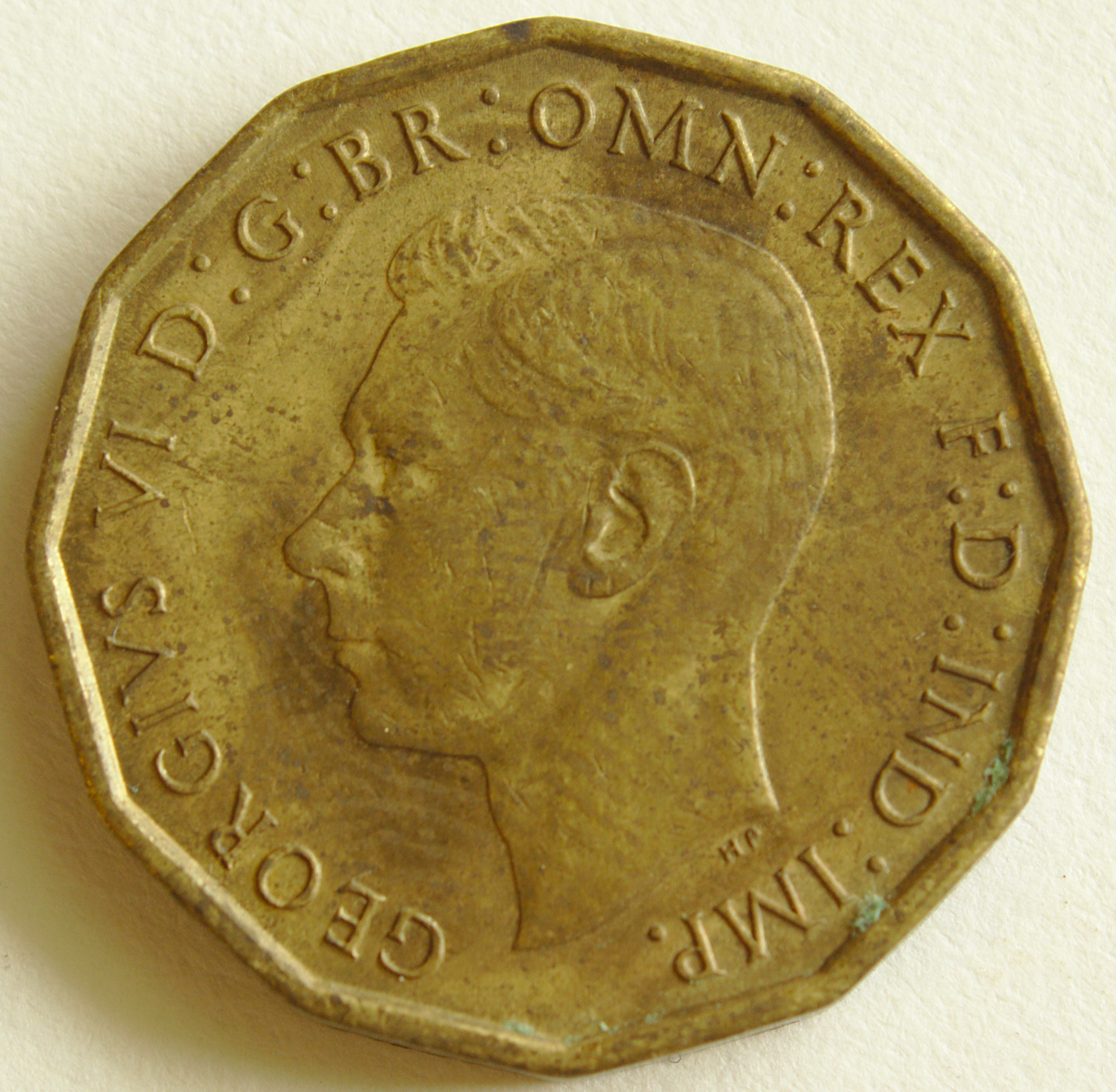
Britische Threepenny-Münze von 1942
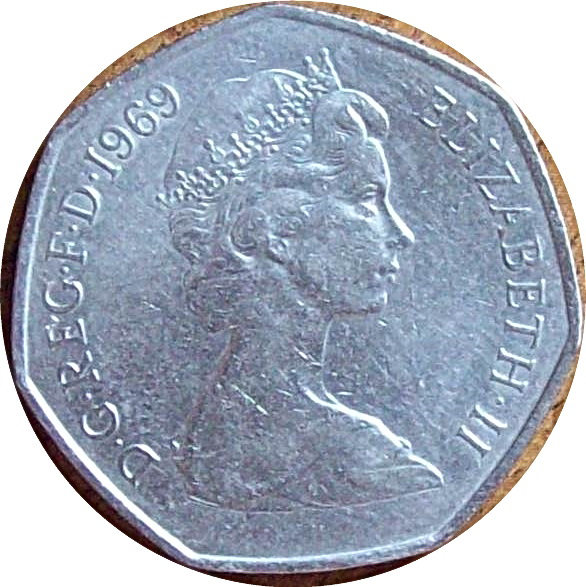
50p-Münze von 1969